# Licenciement boursier
Le terme licenciement boursier, indique un licenciement collectif au motif économique qui a lieu alors que l'entreprise est en état de bonne santé. Opérée souvent à l'occasion d'une restructuration de l'entreprise, cette réduction d'effectifs aurait pour raison la « volonté de se conformer aux souhaits à court terme du marché » de dégager des bénéfices plus élevés pour les actionnaires de l'entreprise, à l'horizon des prochains trimestres, par le biais de la compression de la masse salariale. A caractère polémique, l'expression sert à dénoncer une situation où le malheur des uns (employés) fait le bonheur des autres (actionnaires). Elle s'inscrit dans une tendance plus large apparue dans les années 1990 et consistant à analyser les nouvelles stratégies boursières sacrifiant l'emploi à la rentabilité pour éventuellement les estimer néfastes à la croissance à long terme.

## Histoire de l'expression
L'expression « licenciement boursier » a été employée pour la première fois par Alain Bocquet au printemps 2001. L'alors patron du groupe PCF à l'Assemblée nationale avait utilisé l'expression pour se référer à l'annonce par Danone de la suppression de 1 780 emplois dans le monde (dont 570 en France dans sa branche « biscuits » LU) à la suite du plan de restructuration de l'entreprise qui pourtant affichait des bénéfices de plus de 130 millions d'euros.
L' « affaire LU » n'avait été ni le premier, ni le seul cas de licenciement collectif dans une situation de bonne rentabilité de l'entreprise. On se souviendra notamment du cas de la société Michelin qui en septembre 1999 en France a publié des bénéfices semestriels en hausse de 20 %, en même temps qu'elle annonçait un plan de restructuration entrainant 7 500 suppressions d'emplois. Le lendemain, le cours de bourse de l'action a augmenté de 12 %. Peu après Danone, ce fut au tour de Marks & Spencer d'annoncer la restructuration de ses activités internationales par la fermeture de ses 18 magasins présents sur le territoire français. On peut enfin citer les cas similaires des groupes Hewlett-Packard, Moulinex, Aventis, Valeo et d'autres.
Ces événements avaient suscité l'émoi dans une bonne partie de l'opinion publique et des partis de gauche. Le socialiste Lionel Jospin, premier ministre à l'époque des événements de Danone-LU, avait dès lors appelé à limiter « ces grandes groupes prospères [qui] parfois prennent des décisions alors que leurs taux de rentabilité sont bons », mais malgré le plébiscite de l'opinion publique pour une initiative dans tel sens (9 Français sur 10 jugeaient « inacceptable » l'existence de licenciements boursiers d'après une enquête BVA) les mesures prises par le gouvernement socialiste dans sa loi de modernisation sociale furent jugées insuffisantes et les syndiqués de LU finirent par exprimer leur déception dans une lettre adressée à Jospin lui-même en octobre 2001.
Le débat autour d'une loi visant la taxation ou l'interdiction des licenciements boursiers a été ravivé par la gauche à l'approche du scrutin présidentiel de 2012. Ainsi Ségolène Royal affirme en 2011 que « toute entreprise dont la croissance économique est là, dont les résultats économiques augmentent ne peut en aucun cas prétendre qu'elle peut faire des licenciements économiques ». Le Front de Gauche s'exprime à peu près dans les mêmes termes dans son programme pour l'élection présidentielle lorsqu'il propose l'interdiction des licenciements boursiers en affirmant notamment qu'« une entreprise dont les profits augmentent ne doit plus avoir le droit de supprimer des emplois. » Le terme a été repris à son tour par le candidat à la présidentielle et futur Président de la République François Hollande qui dans ses « 60 engagements pour la France » déclarait vouloir « renchérir le coût des licenciements collectifs pour les entreprises qui versent des dividendes ou rachètent leurs actions » dans le but de « dissuader les licenciements boursiers ».
Une proposition de loi d'interdiction des licenciements boursiers a été déposé à l'Assemblée nationale le 24 juillet 2012 par le groupe GDR et est actuellement en attente d'être étudiée et votée.

## Critiques
La notion de licenciement boursier et les travaux en vue de la mise en place d'une loi le concernant ont suscité un certain nombre de critiques de nature économique, juridique, morale ou terminologique de la part principalement d'auteurs libéraux.

### Critiques économiques
Certains ont ainsi élaboré des arguments visant à justifier la nécessité économique des restructurations pour améliorer la rentabilité de l'entreprise cotée en bourse. Selon le modèle communément utilisé par les acteurs des marchés financiers, le Modèle d'évaluation des actifs financiers, les actionnaires effectuent des placements risqués et sont en droit d'attendre le « taux de rentabilité exigée », calculé en fonction du taux sans risque, du risque de l'entreprise et du risque du marché. Si l'entreprise dégage des profits mais insuffisants pour rémunérer le capital que les actionnaires lui ont apporté, il y a destruction de valeur et l'entreprise et l'ensemble de ses salariés sont menacés car l'entreprise n'est pas viable. On affirmera dès lors que dans un monde concurrentiel des licenciements préventifs peuvent éviter la disparition ultérieure de l'entreprise avec suppression de tous ses emplois.
L'argument économique a néanmoins été contesté par plusieurs voix. D'un côté, en effet, les licenciements collectifs ne semblent pas avoir des effets aussi immédiats et indiscutables sur la rentabilité que les dirigeants d'entreprise pourraient le croire : ainsi par exemple, dans le cas de Michelin, les gains boursier du jour ont été effacés en une semaine et, sur le long terme, ce sont les actionnaires qui ont été perdants et les salariés gagnants. David Thesmar et Augustin Landier rapportent en outre qu'entre 1998 et 2005, les actionnaires ont touché une rentabilité faible de 8 % par an et que la masse salariale de Michelin a elle augmenté de 10 %. De même, quand Crocs a fermé une usine au Canada, son cours a perdu 40 % dans les semaines qui ont suivi. Cela a amené certains auteurs, à dénoncer l'inefficience du licenciement collectif en tant que levier pour attirer les investisseurs et faire monter mécaniquement le cours de bourse sans qu'une telle suppression d'emploi soit inscrite dans une stratégie organisationnelle globale cohérente et convaincante.
Le juriste Gérard Pancrazi va enfin jusqu'à considérer le licenciement collectif lui-même comme un danger pour l'entreprise qui est obligée de se priver d'une bonne partie de ses employés pour satisfaire aux demandes des investisseurs et pourrait n'être pas à même de remplacer les emplois perdus. Une telle critique doit néanmoins être nuancée : un rapport de l'American Management Association a montré en effet que la majorité des grandes entreprises américaines qui avaient effectué des licenciements collectifs en 1995-1996 avaient dans le même temps créé des emplois et la baisse globale des effectifs n'avait été que de 0,7 %.
La même AMA remarque aussi dans une étude parue en 1993 que les compressions de personnel répétées ont très souvent des répercussions négatives à long terme sur la productivité de l'entreprise et, partant, sur les profits du fait que les employés ayant survécu à la restructuration tendent à se désinvestir pour anticiper le dégraissage à venir. Wyatt Companies souligne ainsi que parmi les entreprises ayant effectué des opérations importantes de restructuration « moins de la moitié des sociétés ont atteint leurs objectifs de réduction de leurs frais ; moins d'un tiers ont amélioré leur rentabilité et moins d'un quart ont accru leur productivité ».

### Critiques juridiques
Certains auteurs remarquent de leur côté que l'expression a une extension à la fois trop vague et trop restreinte, car d'une part, les conséquences de la restructuration d'une entreprise ne se limitent pas aux seuls salariés de l'entreprise elle-même mais se répercutent sur le réseau des sous-traitants de l'entreprise, et d'autre part, les entreprises cotées en bourse ne sont qu'une minorité des entreprises existantes, de sorte qu'une taxation ou une interdiction des licenciements boursiers n'aurait pas les effets escomptés sur la défense de l'emploi.

### Critiques morales
Le rédacteur économique du journal allemand Die Zeit Rüdiger Jungbluth avance un argument pour défendre la moralité des licenciements collectifs au service de l'intérêt des actionnaires. Face aux critiques des chefs d'entreprise qui considèrent qu'il est de leur responsabilité de s'occuper des employés au lieu de poursuivre le gain personnel, Jungbluth rétorque que le devoir d'une société par actions est de gérer au mieux l'argent que les actionnaires lui ont confié pour qu'elle le fasse fructifier et que ce serait justement immoral de ne pas agir dans ce sens.

### Critiques terminologiques
D'autres critiquent enfin l'usage lui-même qu'on fait de l'expression « licenciement boursier » en tant que simple raccourci idéologique servant à dénoncer l'ensemble du monde de la finance sans discrimination.